# Spongotrichum
 Spongotrichum   Nees, 1832  è un genere di piante angiosperme dicotiledoni della famiglia delle Asteraceae, sottofamiglia Asteroideae, tribù Astereae (Aster lineage) e sottotribù Brachyscominae.

## Etimologia
Il nome del genere deriva dalle parole greche "spongos" (= spugnoso) e "trichos" (= capello).
Il nome scientifico del genere è stato definito dal botanico Christian Gottfried Daniel Nees von Esenbeck (1776-1858) nella pubblicazione " Genera et Species Asterearum" ( Gen. Sp. Aster. 176 ) del 1832.

## Descrizione
Portamento. Le specie di questo genere hanno un habitus di tipo sub-arbustivo o arbustivo.
Fusto. La parte aerea è eretta, semplice o ramosa. Lunghezza massima degli steli: 0,7 metri.
Foglie. Le foglie, cauline, sono disposte in modo alternato (a volte si formano piccoli grappoli di foglie a metà ramo). La lamina è semplice e lineare con superficie glabra e resinosa. Gli apici sono acuti, mentre i margini hanno prominenti rigonfiamenti nodulari-ghiandolari. Dimensione delle foglie: lunghezza 5  - 55 mm; larghezza 1 - 2 mm.
Infiorescenza. Le sinflorescenze sono composte da alcuni capolini in formazioni più o meno corimbose. Le infiorescenze vere e proprie sono composte da un capolino terminale peduncolato di tipo radiato con fiori eterogami. I capolini sono formati da un involucro, con forme da cilindriche a campanulate (a volte pressate), composto da diverse brattee, al cui interno un ricettacolo fa da base ai fiori di due tipi: fiori del raggio e fiori del disco. Le brattee, con forme lanceolate-ellittiche e non carenate ma con un ampio margine ialino e a consistenza erbacea, sono disposte in modo più o meno embricato e scalato su 3 - 4 serie. Il ricettacolo, alveolato, in genere è nudo ossia senza pagliette a protezione della base dei fiori; la forma è poco convessa. Lunghezza dei peduncoli: 3 - 15 mm. Larghezza degli involucri: 3 - 4 mm.
Fiori.  I fiori sono tetra-ciclici (formati cioè da 4 verticilli: calice – corolla – androceo – gineceo) e pentameri (calice e corolla formati da 5 elementi). Si distinguono in:
- fiori del raggio (esterni) da 8 a 25 per capolino: sono femminili e sono disposti su una sola serie; la forma è ligulata (zigomorfa); a maturità le ligule si avvolgono su se stesse; lunghezza delle ligule: 4 - 9 mm;
- fiori del disco (centrali): sono più numerosi con forme brevemente tubulose (attinomorfe); sono ermafroditi; lunghezza delle corolle: 2,5 - 2,6 mm.

- Formula fiorale:

*/x K {\displaystyle \infty }, [C (5), A (5)], G 2 (infero), achenio
- Calice: i sepali del calice sono ridotti ad una coroncina di squame.

- Corolla: la forma della corolla alla base è più o meno imbutiforme, mentre all'apice è ligulata a 5 (raramente 3) denti (i fiori del raggio) o brevemente tubolare con 5 (raramente 4) lobi (i fiori del disco); i lobi, patenti o eretti, hanno una forma triangolare. I colori della corolla sono giallo (i fiori del disco) e bianco o blu (i fiori del raggio).

- Androceo: l'androceo è formato da 5 stami sorretti da filamenti generalmente liberi; gli stami sono connati e formano un manicotto circondante lo stilo; le teche (produttrici del polline) alla base sono troncate e sono lievemente auricolate (molto raramente sono speronate o hanno una coda); le appendici apicali delle antere hanno delle forme piatte e lanceolate; il tessuto endoteciale (rivestimento interno dell'antera) è quasi sempre polarizzato (con due superfici distinte: una verso l'esterno e una verso l'interno). Il polline è sferico con un diametro medio di circa 25 micron;  è tricolporato (con tre aperture sia di tipo a fessura che tipo isodiametrica o poro) ed è echinato (con punte sporgenti).[11][14]

- Gineceo: l'ovario è infero uniloculare formato da 2 carpelli.[7] Lo stilo (il recettore del polline) è profondamente bifido (con due stigmi divergenti) e con le linee stigmatiche marginali separate.[15] I due bracci dello stilo hanno una forma deltoide e sono papillosi o ricoperti da ciuffi di peli.

Frutti. I frutti sono degli acheni con un scarso pappo; in alcune specie è presente un certo dimorfismo (gli acheni dei fiori del raggio differiscono dagli acheni dei fiori del disco);
- achenio: gli acheni, con forme da ellittiche a oblanceolato-ellittiche, sono lateralmente compressi (piatti) con 3 - 5 nervature laterali; la superficie è scarsamente strigosa o densamente strigosa-sericea o ghiandolosa; la parete dell'achenio è formata da celle contenenti rafidi ma prive di fitomelanina; il carpoforo normalmente è anulare; sono presenti setole con punte a forma di ancora; lunghezza degli acheni: 1,2 - 1,8 mm;
- pappo: il pappo è formato da una serie di 35 - 54 setole barbate lunghe 2 - 2,5 mm.

## Biologia
Impollinazione: l'impollinazione avviene tramite insetti (impollinazione entomogama tramite farfalle diurne e notturne).

Riproduzione: la fecondazione avviene fondamentalmente tramite l'impollinazione dei fiori (vedi sopra).

Dispersione: i semi (gli acheni) cadendo a terra sono successivamente dispersi soprattutto da insetti tipo formiche (disseminazione mirmecoria). In questo tipo di piante avviene anche un altro tipo di dispersione: zoocoria. Infatti gli uncini delle brattee dell'involucro (se presenti) si agganciano ai peli degli animali di passaggio disperdendo così anche su lunghe distanze i semi della pianta. Inoltre per merito del pappo il vento può trasportare i semi anche a distanza di alcuni chilometri (disseminazione anemocora).

## Distribuzione e habitat
Le specie di questo genere sono distribuite in Australia sud-orientale e Tasmania.

## Sistematica
La famiglia di appartenenza di questa voce (Asteraceae o Compositae, nomen conservandum) probabilmente originaria del Sud America, è la più numerosa del mondo vegetale, comprende oltre 23.000 specie distribuite su 1.535 generi, oppure 22.750 specie e 1.530 generi secondo altre fonti (una delle checklist più aggiornata elenca fino a 1.679 generi). La famiglia attualmente (2021) è divisa in 16 sottofamiglie; la sottofamiglia Asteroideae è una di queste e rappresenta l'evoluzione più recente di tutta la famiglia.

### Filogenesi
La tribù Astereae comprende circa 40 sottotribù. In base alle ultime ricerche nella tribù sono stati individuati (provvisoriamente) 5 principali lignaggi:
- Basal grade: include alcuni generi isolati, il gruppo "South American-Oceania",  alcune sottotribù africane e il gruppo dei generi legnosi del Madagascar.
- Bellis lineage: comprende le sottotribù eurasiatiche e una sottotribù africana.
- Aster lineage: include i generi asiatici di Asterinae e i principali gruppi dell'Australia e dell'Oceania.
- Baccharis lineage: include alcuni gruppi sudamericani.
- North American lineage: include la vasta gamma di sottotribù del Nordamerica, Messico e alcuni gruppi distribuiti nel Sudamerica.

Il genere  Spongotrichum  (insieme alla sottotribù Brachyscominae) è incluso nel Aster lineage i cui caratteri principali sono: la base delle antere sono prive di code e non sono calcarate (speronate); le linee stigmatiche dei bracci dello stilo sono totalmente separate; i due bracci dello stilo hanno una forma breve o allungata da lanceolata a deltoide e possono essere papillosi o ricoperti da ciuffi di peli (all'esterno, mentre all'interno sono glabri). La distribuzione della maggior parte delle specie di questo gruppo è nelle regioni temperate nord e sud.
La sottotribù Brachyscominae comprende oltre trenta generi suddivisi nei seguente gruppi:
- Brachyscome group
- Calotis group
- Vittadinia group
- Elachanthus group
- Incertae sedis
- Olearia Moench sensu stricto
- Unresolved Olearia segregates

 Spongotrichum  è incluso nel gruppo "Unresolved Olearia segregates  " insieme ai generi Landerolaria - Neolaria - Phaseolaster- Walsholaria - Muellerolaria - Linealia - Vicinia - Wollemiaster - Ephedrides. Questi generi recentemente sono stati segregati dal grande genere polifiletico OleariaMoench. In realtà Spongotrichum era già stato riconosciuto nel 1832 per cui la sua rinomina moderna in Eoglandula G.L.Nesom diventa un sinonimo.
I caratteri distintivi del genere di questa voce sono:
- i fusti sono sottili, glabri e sessili-ghiandolari;
- le foglie hanno delle forme lineari con rigonfiamenti nodulari-ghiandolari lungo i margini;
- i capolini sono piccoli e si raggruppano in corimbi o pannocchie.

### Elenco delle specie
Questo genere ha 2 specie:
- Spongotrichum glandulosum (Labill.) G.L.Nesom
- Spongotrichum suffruticosum  (D.A.Cooke) G.L.Nesom

### Sinonimi
Sono elencati alcuni sinonimi per questa entità:
- Eoglandula G.L.Nesom